# کنیازوو (اوفا، باشقیرستان)
کنیازوو (انگلیسی: Knyazevo, Ufa, Republic of Bashkortostan) یک شهرک در منطقه شهری اوفای جمهوری باشقیرستان در کشور روسیه است.